# Wilhelm Haus
Wilhelm Haus (* 7. Juni 1899 in Rodheim an der Bieber; † 28. August 1955 ebenda) war ein deutscher Politiker (NSDAP) und Mitglied des Provinziallandtages der Provinz Hessen-Nassau. 

## Leben
Nach seiner Schulausbildung war Wilhelm Haus zunächst in einer Zigarrenfabrik beschäftigt, bevor er Lehrhauer wurde. Er musste Kriegsdienst leisten und war nach dem Krieg als Bergmann und Vorarbeiter in verschiedenen Arbeitsstätten eingesetzt. Als politisch Engagierter war er von 1913 bis 1921 Mitglied des Evangelischen Männer- und Jünglingsvereins Rodheim und von 1919 bis 1933 Mitglied der Gewerkvereins christlicher Bergmänner. 
Ab 1922 gehörte er der Deutschnationalen Volkspartei an und trat zum 1. April 1930 in die NSDAP ein (Mitgliedsnummer 221.194). 
Er wurde 1930 NSDAP-Ortsgruppenleiter und 1933 stellvertretender NSDAP-Kreisleiter sowie Kreisobmann für den Kreis Wetzlar der Deutschen Arbeitsfront. Von 1937 bis zum Kriegsende 1945 bekleidete er das Amt des NSDAP-Kreisleiters im Kreis Wetzlar. Zugleich trat er als Gauredner der Partei auf. Von 1930 bis 1932 und von 1937 bis 1945 war er Mitglied der SA.
1933 erhielt er ein Mandat für den letzten Nassauischen Kommunallandtag des preußischen Regierungsbezirks Wiesbaden bzw. für den Provinziallandtag der Provinz Hessen-Nassau, wo er stellvertretendes Mitglied des Landesausschusses war. 1938 beteiligte er sich am Aufbau der Ostmark und kandidierte ohne Erfolg bei den Reichstagswahlen am 10. April 1938.
Nach dem Krieg verdiente er seinen Lebensunterhalt als Vertreter.